# Свети Георги (Кършевица)
„Свети великомъченик Георги“ (на сръбски: Храм св. великомученика Георгија) е възрожденска православна църква във вранското село Кършевица, югоизточната част на Сърбия. Част е от Вранската епархия на Сръбската православна църква.
Църквата е разположена в западната част на селото. Изградена е в 1869 година с усилията на местното население върху основите на по-стара църква. Според Йован Хадживасилевич старият храм е дело на царица Милица.
Стенописите в храма както и иконостасът с 40 икони са от 1871 година, дело на дебърския майстор Вено Илиев.